# B. Braun
B. Braun este o companie producătoare și furnizoare de produse și servicii medicale din Germania.
Compania a fost înființată în anul 1839 de familia Braun.
Număr de angajați în 2011: 40.000
Cifra de afaceri în 2010: 4 miliarde euro

## B. Braun în România
Compania este prezentă și în România prin diviziile B. Braun Pharmaceuticals (producător de soluții perfuzabile), B. Braun Medical (se ocupă de comercializarea produselor către spitale, farmacii, medici și distribuitori) și B. Braun Avitum (produse și servicii de dializă și operatoarea centrelor de dializă).
B. Braun a intrat pe piața românească în 1999, ca firmă de vânzări și distribuție, iar zece ani mai târziu a devenit și producător prin achiziția fabricii Helvetica Profarm.
Cifra de afaceri în 2010: 110 milioane lei